# Olavi Angervo
Olavi Angervo (* 22. November 2003 in Helsinki) ist ein finnischer Schauspieler.

## Biografie
Angervo wurde am 22. November 2003 in Helsinki geboren. Seine Mutter ist die Pianistin Anna Laakso und sein Vater der Cellist Lauri Angervo. Seine erste Hauptrolle bekam er 2013 in dem Film Tumman veden päällä. Anschließend war er 2014 in Die Schneekönigin zu sehen. 
Außerdem wurde er 2017 für den Film Kaiken se kestää gecastet. 2023 war Angervo in der Serie Korvessa kulkevi zu sehen. Im selben Jahr studierte er an der Theaterakademie Helsinki.

## Filmografie
Filme
- 2013: Tumman veden päällä
- 2014: Die Schneekönigin
- 2017: Kaiken se kestää

Serien
- 2023: Korvessa kulkevi